# Número de Euclides
En matemáticas, los números de Euclides son números naturales de la forma {\displaystyle E_{n}=P_{n}\#+1}, donde {\displaystyle P_{n}\#} es el primorial de {\displaystyle P_{n}}, mientras que {\displaystyle P_{n}} es el enésimo número primo. Reciben su nombre en honor al antiguo matemático griego Euclides.
A veces se cree erróneamente que el teorema de Euclides de la infinitud de los números primos se basa en estos números. De hecho, la demostración original de Euclides no presupone que el conjunto de todos los números primos sea finito. Más bien considera un conjunto finito de números primos, que no tiene por qué contener los n primeros sino que podría perfectamente contener, por ejemplo, los números 3, 41 y 53. Es de ahí que razona que debe haber al menos un número primo que no está en la lista.
Los primeros números de Euclides son 3, 7, 31, 211, 2311, 30031, 510511 (sucesión A006862 en OEIS).
{\displaystyle E_{6}=13\#+1=30031=59\times 509}
es el primer número de Euclides compuesto, con lo que se sabe que no todos los números de Euclides son primos. No se sabe si existen infinitos números de Euclides que sean a su vez primos.
Un número de Euclides no puede ser un cuadrado perfecto.
Para todo
{\displaystyle n\geq 3},
la última cifra de 
{\displaystyle E_{n}}
es 1, ya que 
{\displaystyle E_{n}-1}
es divisible entre 2 y 5.